# 西枣林站

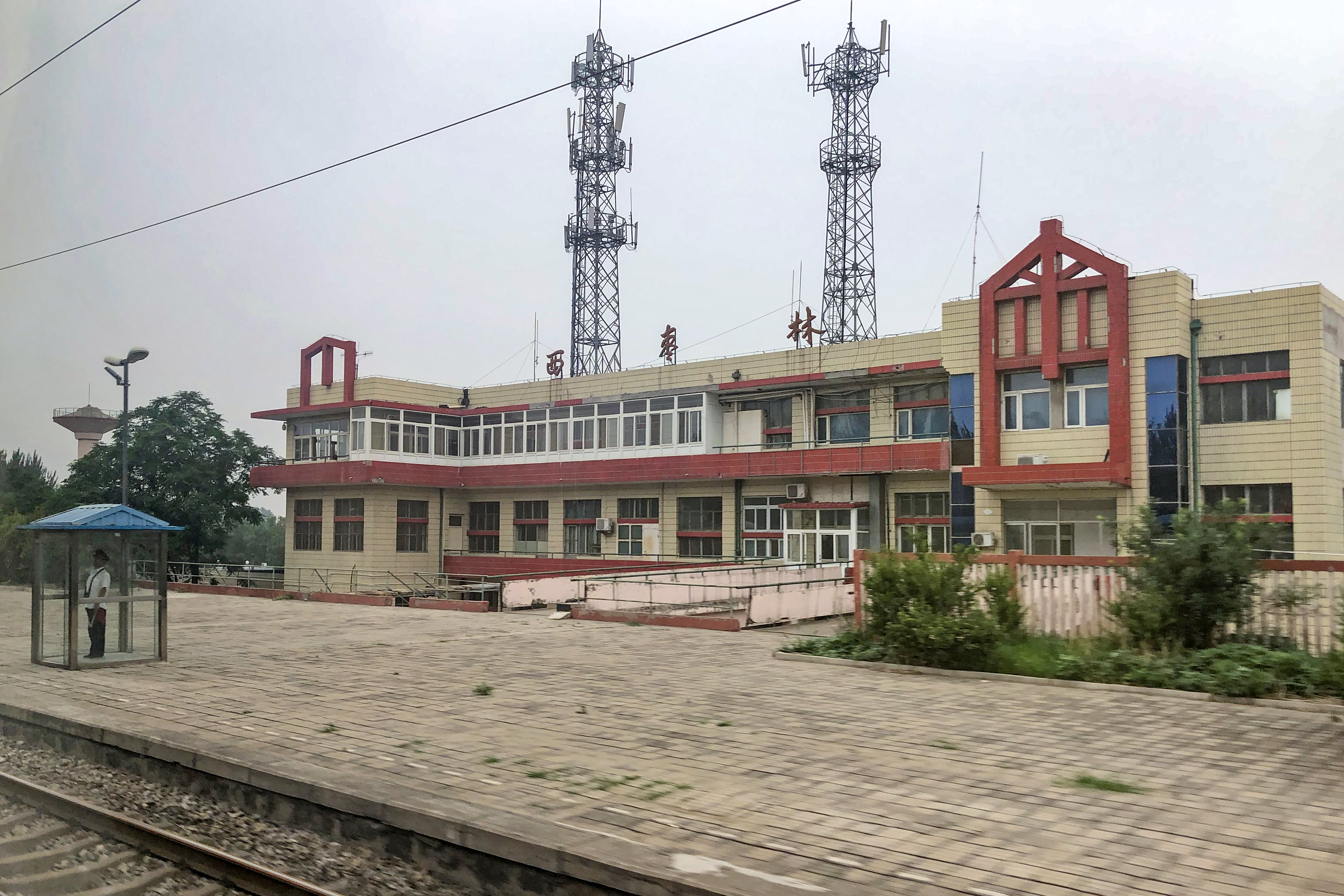
站房（2019年6月）

西枣林站位于北京市大兴区魏善庄镇西枣林村，是京九铁路的一座火车站，等级为四等站，距北京西站32公里，距常平站2283公里。车站建于1996年，只办理路用货物发送、到达，不办理客运业务。
北京至南通的Z51/52次列车车底外放至本站。